# Leckageschutz
Leckageschutz umfasst alle Maßnahmen, um Schäden durch undichte Leitungssysteme, die dem Transport von Flüssigkeiten und Gasen dienen, zu verhindern oder zu begrenzen. Im engeren Sinne bezieht sich Leckageschutz auf Wasserinstallationen. Die Norm DIN 1988-200 weist auf Leckagedetektoren als Bestandteil von Leitungswasserinstallationen hin.
Der Deutsche Verein des Gas- und Wasserfaches e. V. (DVGW) hat die Norm DVGW VP 638:2004-11 „Leckagedetektoren zum Einbau in Trinkwasserinstallationen, Anforderungen und Prüfungen“ erarbeitet, die sich mit den Anforderungen an Detektoren zum Schutz vor Leitungswasserschäden beschäftigt.
Leckageschutz ist durch drei Grundprinzipien gekennzeichnet:
1. Leckagen erkennen
2. Leitungssystem absperren
3. Alarmieren

## Erkennung
Verschiedene physikalische Grundprinzipien lassen sich zur Erkennung eines Leitungswasserschadens heranziehen. Es sind das:
1. Widerstandsmessungen mit Wassermeldern oder Wassersensoren
2. Strömungsmessungen durch Turbinen, bei denen Volumen, Zeit oder Strömungsgeschwindigkeit zur Detektion dienen können
3. Druckmessungen; hier erfolgt die Detektion eines Schadens über einen plötzlichen Druckabfall oder bei Mikroleckagen durch allmählichen Druckabfall.

## Absperrung
Wird ein Schadenfall erkannt, erfolgt eine Absperrung bei handelsüblichen Leckageschutzsystemen durch einen motorbetriebenen Kugelhahn oder durch ein Magnetventil.

## Alarmierung
Nachdem ein Leitungswasserschaden erkannt wurde, erfolgt eine Alarmierung. Diese ist über akustische, optische, elektronische Signale und über Internet möglich.
Bei Anwesenheit der Nutzer kann ein Schaden auch dadurch erkannt werden, dass kein Wasser mehr entnommen werden kann. Bei Abwesenheit der Nutzer stellen Meldungen über elektronische Signale und über Internet eine wirksame Alarmierung sicher.